# George Meade
George Gordon Meade (ur. 31 grudnia 1815 w Kadyksie, zm. 6 listopada 1872 w Filadelfii) – amerykański generał i inżynier, budowniczy m.in. kilku latarni morskich.

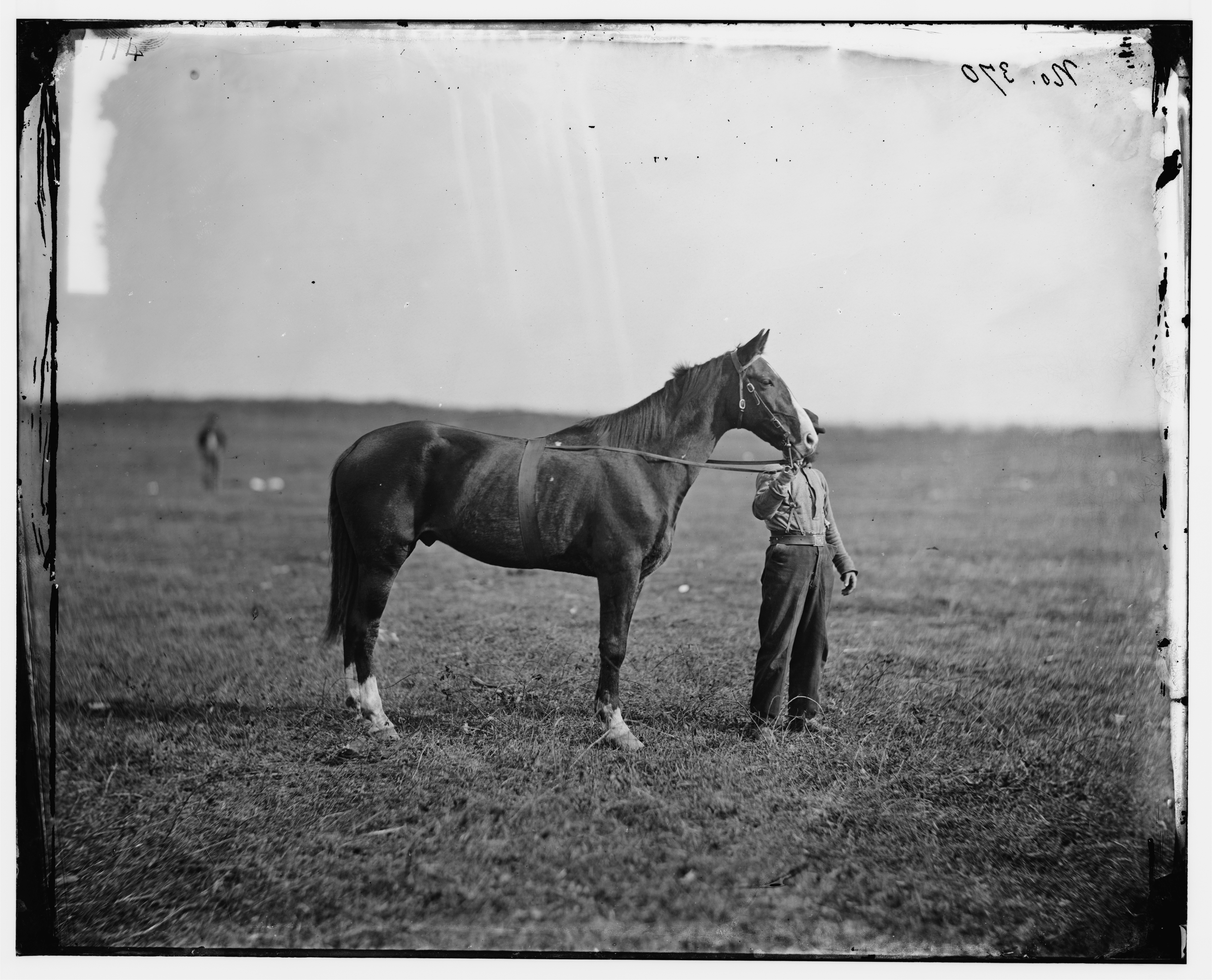
Koń Meade’a, Old Baldy

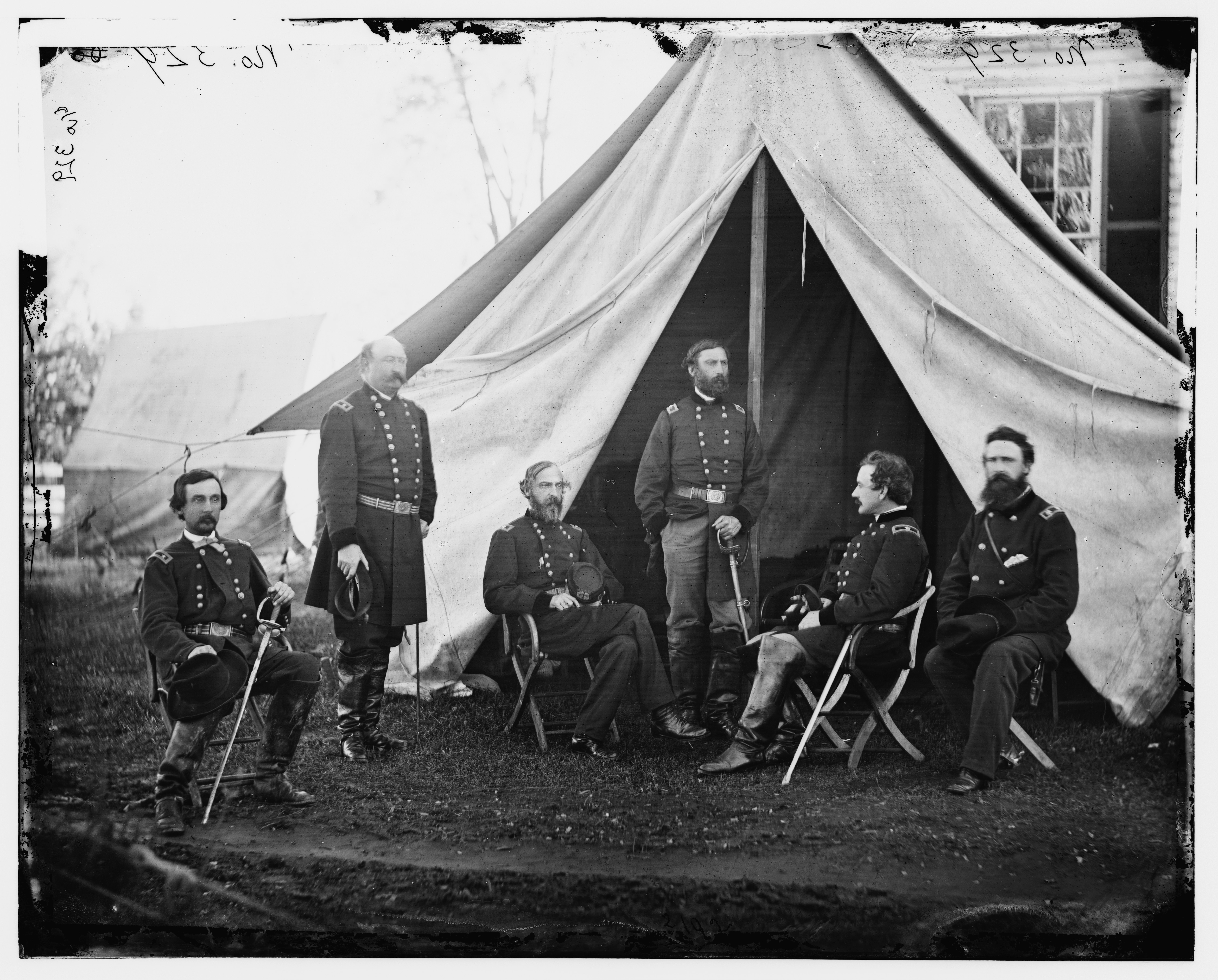
Sztab generalny Armii Potomaku: Gouverneur Warren, William French, George Meade, Henry Hunt, Andrew Humphreys oraz George Sykes we wrześniu 1863

Urodził się w Hiszpanii, gdzie pracował jego ojciec. Do Stanów Zjednoczonych przyjechał w 1817. W 1831 wstąpił do West Point, następnie służył w kawalerii. W czasie wojny secesyjnej walczył po stronie Unii, objął dowództwo nad ochotnikami z Pensylwanii. Został poważnie ranny 30 czerwca 1862 podczas Bitwy pod Glendale. Wrócił aby dowodzić swoją brygadą 28 sierpnia 1862 podczas II bitwy nad Bull Run. Objął tymczasowe dowództwo całego I Korpusu Unii po tym gdy podczas bitwy nad Antietam został rany w stopę Joseph Hooker.
Od czerwca 1863 dowodził Armią Potomaku. Pomimo iż objął dowodzenie zaledwie na dwa dni przed rozpoczęciem bitwy pod Gettysburgiem, zdołał jednak poprowadzić Armię Potomaku do zwycięstwa w tej batalii, która okazała się zwrotnym punktem wojny.